# 사가라정
사가라정(일본어: 相良町)은 일본 시즈오카현 하이바라군에 설치되었던 정이다. 2005년 10월 11일 하이바라정과 합병해 마키노하라시가 성립해 사가라정은 폐지되었다.

## 지리
시즈오카 현의 엔슈 동부에 위치한다. 행정상의 구분은 시즈오카현 중부 지방에 편입되는 경우가 많다.

## 역사
- 1889년 4월 1일 - 정촌제 시행으로 하이바라군 사가라정이 탄생하였다.
- 1951년 4월 1일 - 스게야마촌을 편입하였다.
- 2005년 10월 11일 - 하이바라정과 합병해 마키노하라시가 성립하였다. 동일 사가라정은 폐지되었다.

## 교통

### 도로
- 국도 제150호선
- 국도 제473호선